# Hubert Lewis Bray
Hubert Lewis Bray est un mathématicien et géomètre différentiel. Il est connu pour avoir prouvé l'inégalité riemannienne de Penrose. Il est professeur de mathématiques et de physique à l'université Duke.

## Vie et éducation
Hubert est le frère de Clark Bray et le petit-fils de Hubert Evelyn Bray, également mathématiciens américains. Il a obtenu son B.A. et son B.S. en mathématiques et en physique, respectivement, en 1992 à l'université Rice et a obtenu son doctorat en 1997 à l'université Stanford, sous la direction de Richard Melvin Schoen.

## Carrière
Il a été un orateur invité au Congrès international des mathématiciens de Pékin en 2002 (dans la section de la géométrie différentielle). Il est l'un des premiers membres de l'American Mathematical Society.
Hubert a été nommé professeur de mathématiques en 2004, et professeur supplémentaire de physique en 2019. En 2019, il a été nommé directeur des études de premier cycle du département de mathématiques de Duke.

## Vie personnelle
Hubert est le petit-fils d'Hubert Evelyn Bray, professeur de mathématiques à l'université Rice et première personne à avoir obtenu un doctorat de l'Institut Rice de l'époque. Bray a étudié sous la direction de son grand-père.
Hubert Bray et son frère Clark Bray ont des formations et des emplois similaires, ayant tous deux étudié à l'université Rice (premier cycle), à l'université Stanford (deuxième cycle), et sont professeurs de mathématiques à l'université Duke,.